# Пенні Відмор
Пенелопа (Пенні) Відмор (англ. Penelope 'Penny' Widmore / Hume / Milton) — вигадана героїня телесеріалу «Загублені» на телеканалі ABC, де цю роль виконувала акторка Соня Волгер. Пенні —введений персонаж в останньому епізоді другого сезону «Загублених» як давно втрачена кохана Дезмонда Г'юма, а також дочка британського магната і антагоніста Чарльза Відмора. Незважаючи на те, що вона була тільки повторюваним персонажем, Пенні зробила відомі появи в трьох фіналах сезону шоу: «Живіть разом, Помріть Одні», «Через Дзеркало», і немає «Ніякого Місця Як будинок». Стосунки Пенні і Дезмонда отримали переважно позитивну оцінку як критиків, так і шанувальників. Коментатори, наприклад,  Entertainment Weekly рекомендували лист своєї основної сюжетної лінії.

## Епізоди
| Рік  | Номер епізоду | Назва епізоду                      | Прізвище в епізоді | Примітки            |
| ---- | ------------- | ---------------------------------- | ------------------ | ------------------- |
| 2010 | 6.17          | The End                            | Г’юм               |                     |
| 2010 | 6.11          | Happily Ever After                 | Мілтон             |                     |
| 2009 | 5.14          | The Variable                       | Г’юм               |                     |
| 2009 | 5.12          | Dead Is Dead                       | Г’юм               |                     |
| 2009 | 5.03          | Jughead                            | Г’юм               |                     |
| 2009 | 5.02          | The Lie                            | Відмор             |                     |
| 2009 | 5.01          | Because You Left                   | Г’юм               |                     |
| 2008 | 4.14          | There's No Place Like Home: Part 3 | Відмор             |                     |
| 2008 | 4.05          | The Constant                       | Відмор             |                     |
| 2007 | 3.22          | Through the Looking Glass          | Відмор             | Не вказана в титрах |
| 2007 | 3.17          | Catch-22                           | Відмор             |                     |
| 2007 | 3.08          | Flashes Before Your Eyes           | Відмор             |                     |
| 2006 | 2.23          | Live Together, Die Alone           | Відмор             |                     |